# 22 Schreine
Die 22 Schreine (japanisch 二十二社 nijūni-sha) sind 22 Shintō-Schreine in Japan, denen höchste Bedeutung zugemessen wird. Das System wurde in der Heian-Zeit aufgestellt, in der erstmals großer verwaltungstechnischer und theoretischer Aufwand betrieben wurde, um die bis dato sehr heterogenen Strukturen der Shintō-Organisation eindeutiger zu klassifizieren. Die meisten der „22 Schreine“ wurden unter denen in der Umgebung (Kinai) der damaligen Hauptstadt Heian-kyō (Kyōto) ausgewählt. 
Die folgende Liste der „22 Schreine“ entstand im Jahr 1081:

## Obere Schreine
| Name                     | Name         | Standort                |
| Romaji                   | Kanji        | Standort                |
| ------------------------ | ------------ | ----------------------- |
| Ise-jingū                | 伊勢神宮     | Ise, Präfektur Mie      |
| Iwashimizu Hachiman-gū   | 石清水八幡宮 | Yawata, Präfektur Kyōto |
| Kamowakeikazuchi-Schrein | 賀茂別雷神社 | Kita-ku, Kyōto          |
| Kamomioya-Schrein        | 賀茂御祖神社 | Sakyō-ku, Kyōto         |
| Matsunoo-Taisha          | 松尾大社     | Nishikyō-ku, Kyōto      |
| Hirano-Schrein           | 平野神社     | Kita-ku, Kyōto          |
| Fushimi Inari-Taisha     | 伏見稲荷大社 | Fushimi-ku, Kyōto       |
| Kasuga-Taisha            | 春日大社     | Nara, Präfektur Nara    |

## Mittlere Schreine
| Name             | Name                | Standort                                       |
| Romaji           | Kanji               | Standort                                       |
| ---------------- | ------------------- | ---------------------------------------------- |
| Ōharano-Schrein  | 大原野神社          | Nishikyō-ku, Kyōto                             |
| Ōmiwa-Schrein    | 大神神社            | Sakurai, Präfektur Nara                        |
| Isonokami-jingū  | 石上神宮            | Tenri, Präfektur Nara                          |
| Ōyamato-Schrein  | 大和神社            | Tenri, Präfektur Nara                          |
| Hirose-Schrein   | 広瀬神社 / 廣瀬神社 | Kawai, Landkreis Kitakatsuragi, Präfektur Nara |
| Tatsuta-Taisha   | 龍田大社            | Sangō, Landkreis Ikoma, Präfektur Nara         |
| Sumiyoshi-Taisha | 住吉大社            | Sumiyoshi-ku, Osaka                            |

## Niedere Schreine
| Name                | Name         | Standort |
| Romaji              | Kanji        | Standort |
| ------------------- | ------------ | --- |
| Hiyoshi-Schrein     | 日吉大社     | Ōtsu, Präfektur Shiga |
| Umenomiya-Schrein   | 梅宮大社     | Ukyō-ku, Kyōto |
| Yoshida-Schrein     | 吉田神社     | Sakyō-ku, Kyōto |
| Hirota-Schrein      | 廣田神社     | Nishinomiya, Präfektur Hyōgo |
| Yasaka-Schrein      | 八坂神社     | Higashiyama-ku, Kyōto |
| Kitano Tenman-gū    | 北野天満宮   | Kamigyō-ku, Kyōto |
| Niukawakami-Schrein | 丹生川上神社 | Kawakami, Landkreis Yoshino, Präfektur Nara Higashiyoshino, Landkreis Yoshino, Präfektur Nara Shimoichi, Landkreis Yoshino, Präfektur Nara |
| Kifune-Schrein      | 貴船神社     | Sakyō-ku, Kyōto |